# Bredsten
Bredsten er en lille by i Sydjylland med 1.902 indbyggere  (2025), beliggende i Bredsten Sogn. Byen ligger i Vejle Kommune og tilhører Region Syddanmark.
Byen ligger oven for Vejle Ådal og har god trafikal beliggenhed, hvad der i 1970'erne var medvirkende til anlæg af et stort parcelhuskvarter mod syd, ned mod ådalen.
Mod vest har der siden 1980 udviklet sig et betydeligt industrikvarter. Vejle-Grindsted-vejen, rute 28, med omfartsvej er ført syd om byen, hvor den krydser Kolding-Herning-vejen, rute 18. Mod nord er Bredsten vokset sammen med Balle. 
Bredsten har en folkeskole med 447 elever, industrikvarter, idrætsforening, få butikker samt en lokal Dagli Brugs. I byen finder man desuden Bredsten Kirke, der ligesom nabokirken Nørup Kirke og det lokale gods, Engelsholm Slot - der i dag fungerer som højskole: Se Engelsholm Højskole -, har et tårn med løgkuppel. Derudover har DGI landskontor i byen, og et stykke udenfor byen finder man den historiske Ravningbro, som Kong Harald Blåtand opførte i sin storhedstid.

## Kirken
Midt i Bredsten by ligger den hvidkalkede kirke med det særprægede spir, der har ændret væsentligt udseende siden den blev opført i 1100-tallet. Kirken består i sin kerne af et romansk kor og skib med et sengotisk tårn, der senere blev kraftigt ombygget samt et våbenhus, der siden 1911 har fungeret som ligkapel. Af de oprindelige enkeltheder findes kun den romanske korbue inde i kirken. Derudover findes endnu en romansk døbefont. Bredsten kirke fremtræder i dag som en fuldstændig ombygget barokkirke. Ligesom kirkerne i Nørup og Randbøl var det i Bredsten den adlede købmand Gerhard de Lichtenberg, som stod bag ombygningen. Gerhard de Lichtenberg var også ejeren af Engelsholm Slot, hvilket er årsagen til, at Bredsten kirke minder meget om Engelsholm slot, specielt på den karakteristiske løgspir man både finder på Engelsholm Slot, Nørup kirke samt Bredsten Kirke. For Bredsten kirkes vedkommende blev ombygningen foretaget i 1738-39 ved bygmester N. H. Rieman. Tårnet blev skalmuret og fik sin karakteristiske løgspir. Skib og kor fik nye hvælvinger indvendigt, korgavlen blev dekoreret og våbenhuset fik tøndehvælv. Derudover blev stort set hele inventaret udskiftet. Endnu engang var Gerhard de Lichtenberg bagmanden. Altertavlen er en stor pompøs rokokotavle fra 1742. Det samme gælder for prædikestolen og et våbenskjold, der kan findes i kirken, som er tilhørende Gerhard de Lichtenberg.  .

## Historie
I gamle skrifter og optegnelser, nævnes Bredsten for første gang omkring år 1338, hvor bliver byen kaldt Breethsteen (1387: Brethesteen). Det menes, at navnet betyder ”De(n) brede sten”. Ifølge en optegnelse fra år 1638, findes der øst for byen to brede sten, som byen skulle være opkaldt efter. I år 1688 bestod Bredstenlund af 4 gårde og 3 huse. Det samlede dyrkede areal omfattede 154,3 tønder land skyldsat til 17,11 tønder hartkorn.
Omkring 1900 beskrives byen således: "ved Landevejen, hvor den deler sig til Ringkjøbing og Varde, med Kirke, Skole, Lægebolig, Haandværkerforening (stift. 1893, med et 1894 opf. Forsamlingslokale) og Andelsmejeri.